# Râul Valea Seacă, Siret
Râul Valea Seacă este un curs de apă, afluent al râului Siret. 